# Atvars Tribuncovs
Atvars Tribuncovs, ros. Атварс Владимирович Трибунцов – Atwars Władimirowicz Tribuncow (14 października 1976 w Ogre) – łotewski hokeista, reprezentant Łotwy, dwukrotny olimpijczyk, trener.

## Kariera zawodnicza
- Stoczniowiec Gdańsk (1992/1993)
- Pardaugava Riga-2 (1992-1994)
- Pardaugava Riga (1995-1995)
- Juniors Riga (1995-1996)
- Podhale Nowy Targ (1996)
- Stoczniowiec Gdańsk (1996-1997)
- Spartak Moskwa (1997)
- Hermes (1997-1998)
- Lukko (1998-1999)
- Crocodiles Hamburg (1999-2000)
- Tallahassee Tiger Sharks (2000)
- REV Bremerhaven (2000-2001)
- Berlin Capitals (2001-2002)
- Saławat Jułajew Ufa (2002-2005)[1][2]
  -  Spartak Moskwa (2004)
- Mora (2005-2006)
- Kärpät (2006-2007)
- Färjestad (2007)
- Łada Togliatti (2007)
- MODO (2007-2008)
- Dinamo Ryga (2008-2009)
- Skellefteå (2009)
- HC Energie Karlowe Wary (2009-2010)
- KLH Chomutov (2010)
- SMScredit.lv (2010)
- HK Kurbads (2010-2011)
- HK Homel (2011-2013)
- Arystan Temyrtau (2013-2014)
- HK Nioman Grodno (2014/2015)
- HK Kurbads (2015-2016)
- HK Zemgale (2016)

Wychowanek Pardaugava Riga. Początki kariery grał na Łotwie. Występował także w polskiej lidze: w sezonie 1992/1993 w Stoczniowcu Gdańsk, w sezonie 1996/1997 w Podhalu i ponownie w Gdańsku. Później występował w czołowych europejskich ligach. Od grudnia 2010 był zawodnikiem białoruskiego klubu HK Homel. Od sierpnia 2013 zawodnik kazachskiego klubu Arystan Temyrtau. Od sierpnia 2015 ponownie zawodnik HK Kurbads. Od stycznia 2016 zawodnik HK Zemgale.
Wielokrotny reprezentant kraju. Uczestniczył w dziesięciu kolejnych turniejach mistrzostw świata w 1998, 1999, 2000, 2001, 2002, 2003, 2004, 2005, 2006, 2007 oraz na zimowych igrzyskach olimpijskich 2002, 2006.

## Kariera trenerska
- Saryarka Karaganda (2018-2019), asystent trenera
- HK Dinaburga (2019-2021), główny trener
- Reprezentacja Łotwy do lat 23 (2021), główny trener

Po zakończeniu kariery zawodniczej został trenerem. Był asystentem w sztabie reprezentacji Łotwy na turnieju Zimowej Uniwersjady 2017. W sierpniu 2018 został asystentem w sztabie w kazachskim klubie Saryarka Karyganda. W 2019 został głównym trenerem łotewskiej drużyny HK Dinaburga.

## Sukcesy
Klubowe zawodnicze
- Złoty medal 1. ligi czeskiej: 2010 z KLH Chomutov
- Brązowy medal mistrzostw Białorusi: 2012 z HK Homel
- Puchar Białorusi: 2012 z HK Homel
- Brązowy medal mistrzostw Kazachstanu: 2014 z Arystanem Temyrtau
- Srebrny medal mistrzostw Łotwy: 2016 z HK Zemgale

Indywidualne zawodnicze
- - Trzecie miejsce w klasyfikacji asystentów w sezonie zasadniczym: 33 asysty[13]

Klubowe trenerskie
- Złoty medal WHL: 2019 z Saryarką Karaganda